# Gouro-Gouro II
Gouro-Gouro II (ou Gourgouro II) est une localité du Cameroun située dans le département du Logone-et-Chari et la Région de l'Extrême-Nord. Elle fait partie de la commune de Waza et du canton de Waza rural.

## Population
Lors du recensement de 2005, on y a dénombré 52 habitants.